# Hans-Peter Siebenhaar
Hans-Peter Siebenhaar (* 1. Mai 1962 in Thurn, Landkreis Forchheim) ist ein deutscher Journalist und Buchautor.

## Leben
Nach dem Abitur studierte Siebenhaar in Erlangen, Kalamazoo (USA) und Madrid Politikwissenschaft, Theater- und Kommunikationswissenschaft, Soziologie und Neuere Geschichte. Ab dem 17. Lebensjahr arbeitete er als freier Mitarbeiter für die Nürnberger Nachrichten und den Fränkischen Tag. Von 1985 bis 1988 war er freier Mitarbeiter des Bayerischen Rundfunks.
Nach dem Magister (M.A.) im Jahr 1989 volontierte er beim Fränkischen Tag in Bamberg. Von 1991 bis 1993 war er Redakteur des Evangelischen Presseverbands für Bayern (Sonntagsblatt, epd) in München. 1994 promovierte er in Erlangen-Nürnberg zur europäischen Medienpolitik in Politikwissenschaft und ging anschließend als Robert-Schuman-Stipendiat z um Europäischen Parlament nach Luxemburg. Von 1995 bis 2000 war er Politik- und Wirtschaftsredakteur beim Fränkischen Tag. Im Jahr 2000 wechselte Siebenhaar zum Handelsblatt nach Düsseldorf. Dort arbeitete er als Medienexperte. Von 2006 bis 2011 betrieb er den Blog „Mediawatcher“ auf Handelsblatt.com, 2006 bis 2008 produzierte er den Medien-Podcast Bel Etage, von 2013 bis 2019 schrieb er die Medienkolumne Medien-Kommissar auf Handelsblatt.com.
Von 2013 bis 2020 war er für das Handelsblatt Korrespondent für Österreich und Südosteuropa in Wien, von Juli 2020 bis Mai 2021 war er Europa-Korrespondent des Handelsblatts in Brüssel. Von Juni bis November 2021 leitete Siebenhaar die Kommunikation des österreichischen Energieunternehmens OMV AG. Seit März 2022 ist er Autor der Süddeutschen Zeitung in Wien.
Im Februar 2015 wurde Siebenhaar in den Vorstand des Verbandes der Auslandspresse in Wien gewählt. Im Dezember 2015 löste er die ARD-Korrespondentin Susanne Glass als Präsident der Auslandspresse in Wien ab und wurde 2019 für weitere zwei Jahre wiedergewählt.
Siebenhaar schreibt Reisebücher mit Schwerpunkt Süddeutschland, Griechenland und Spanien. Er ist seit 1983 Autor des Michael Müller Verlags.
Im November 2022 wurde bekannt, dass Siebenhaar als Chefautor zum Magazin Focus Money wechselt, wo er zugleich Mitglied der Chefredaktion werden soll.

## Positionen

### Fernsehen
Mit seinem Buch „Die Nimmersatten“ anlässlich der Umstellung der Rundfunkfinanzierung für ARD und ZDF gilt er als Kritiker der seit 2013 geltenden Haushaltsgebühr. Um die Kosten für Bürger und Unternehmen zu senken, fordert er eine Verschlankung des öffentlich-rechtlichen Rundfunks, mehr Transparenz bei den Finanzen und eine Entpolitisierung der Aufsichtsgremien. Ungenauigkeiten bei der Kritik am Doppelverdienst von Markus Lanz als ZDF-Moderator und Produzent haben dazu geführt, dass die Produktionsfirma Mhoch2 TV die Auslieferung des Buches zunächst stoppen ließ.

### Österreich
In seinem Buch „Österreich - Die zerrissene Republik“ plädiert Siebenhaar für eine umfassende Modernisierung der Alpenrepublik durch eine umfassende Entbürokratisierung, tiefe Reformen in der Wirtschafts-, Arbeits- und Rentenpolitik und eine Ökonomisierung des politischen Handelns. Er kritisiert, dass ungehemmter Populismus die politisch-sachliche Atmosphäre vergiftet habe.

## Auszeichnungen
2018 erhielt Siebenhaar den Hugo-Junkers-Preis der Deutschen Luft- und Raumfahrtpresse für den Eurofighter/Airbus-Report „Wir führen mal wieder Kleinkrieg“ zusammen mit sechs weiteren Handelsblatt-Autoren.
2020 wurde Siebenhaar mit dem zweiten LGT-Medienpreis der Bank des Fürstenhauses von Liechtenstein für die Handelsblatt-Titelgeschichte „Roland Bergers Selbstbetrug. Der Beraterstar, sein Nazivater und Schuld der deutschen Wirtschaft“ zusammen mit vier weiteren Handelsblatt-Autoren ausgezeichnet.

## Publikationen
- Europa als audiovisueller Raum. Die Ordnungspolitik des grenzüberschreitenden Fernsehens. Leske + Budrich, Opladen 1994.
- mit Sabine Becht, Eberhard Fohrer u. a.: Griechenland. Michael Müller Verlag, Erlangen 2010, ISBN 978-3-89953-535-8.
- mit Eberhard Fohrer u. a.: Griechische Inseln. Michael Müller Verlag, Erlangen 2010, ISBN 978-3-89953-536-5.
- Die Nimmersatten. Die Wahrheit über das System ARD und ZDF. Eichborn-Verlag, Köln 2012, ISBN 978-3-8479-0518-9.
- Mainfranken. Michael Müller Verlag, Erlangen 2012, ISBN 978-3-89953-701-7.
- Peloponnes. Michael Müller Verlag, Erlangen 2021, ISBN 978-3-95654-953-3.
- Bodensee. Michael Müller Verlag, Erlangen 2012, ISBN 978-3-89953-676-8.
- Madrid. Michael Müller Verlag, Erlangen 2014,  ISBN 978-3-89953-801-4.
- mit Michael Müller: Fränkische Schweiz. Michael Müller Verlag, Erlangen 2016, ISBN 978-3-95654-199-5.
- Korfu. Michael Müller Verlag, Erlangen 2016,  ISBN 978-3-95654-206-0.
- Rhodos. Michael Müller Verlag, Erlangen 2016,  ISBN 978-3-95654-222-0.
- Österreich – Die zerrissene Republik. Orell Füssli, Zürich 2017, ISBN 978-3-280-05646-2.
- Österreich – Die zerrissene Republik. Bundeszentrale für politische Bildung, Band 10113, Bonn 2018, ISBN 978-3-7425-0113-4.